# 新崎慎弥
新崎 慎弥（あらさき しんや、1989年（平成元年）10月22日 - ）は、沖縄県島尻郡南風原町出身の元プロ野球選手（内野手）。右投左打。プロでは育成選手であった。

## 経歴
南風原町立翔南小学校1年時に、翔南フレンズに入団し野球を始めた。
興南高時代は、3年時の夏に同校24年ぶりの甲子園となる第89回全国高等学校野球選手権大会に出場。2回戦の佐藤祥万擁する文星芸大附高に2-5で敗れ敗退。初戦の岡山理大附高戦と2回戦、2試合とも2番・遊撃手としてスタメン出場した。
高校卒業後は、九州地区大学野球連盟に加盟する日本文理大学に進学。2年時の春、第58回全日本大学野球選手権大会に出場しベスト8に進出する。
2011年10月27日、プロ野球ドラフト会議で福岡ソフトバンクホークスから育成5位指名を受けた。
2014年10月31日に球団から戦力外通告を受け、同日付で自由契約公示された。

## 選手としての特徴・人物
50m5秒8の俊足であり、守備力に定評がある。

## 詳細情報

### 年度別打撃成績
- 一軍公式戦出場なし

### 背番号
- 136 （2012年 - 2014年）